# 고신대학교복음병원
고신대학교복음병원(高神大學校 福音病院, Kosin University Gospel Hospital)은 부산광역시 서구 감천로 262에 위치한 고신대학교 의과대학 부속병원이다. 40개 진료과, 19개 병동, 병상수 957병상을 두고 있다.
한국전쟁으로 인한 전쟁 피난민과 병마에 시달리는 가난한 환자들을 치료하기 위해 1951년 6월 21일 장기려 박사, 전영창 선생, 한상동 목사에 의해 설립된 무료병원인 복음진료소가 기원이다.

## 연혁
- 1951년 1월 대한기독교 경남구제회(대표 전영창) 조직
- 1951년 6월 21일 제3영도교회[2] 내 복음진료소가 개소
- 1951년 7월 2일 복음의원 초대원장으로 장기려 박사 취임
- 1951년 12월 20일 천막병원[3]으로 이전
- 1957년 5월 28일 현재 부지로 이전
- 1965년 9월 6일 재단법인 대한예수교장로회 고신총회 유지재단이 병원을 인수
- 1970년 학교법인 고려학원의 수익기관으로 편입
- 1978년 지방 대학병원 최초로 암센터 설립[4]
- 1981년 고신대학교 의과대학 등의 설립으로 고신의대 부속 복음병원으로 변경 대학과 병원의 유기적 관계를 위하여 고신의료원으로 개편
- 1993년 중국 지린성 룽징시와 자매결연
- 2002년 고신대학교복음병원으로 명칭 변경